# هلمشتادت
هلمشتادت (به آلمانی: Helmstadt) یک منطقهٔ مسکونی در آلمان است که در Würzburg واقع شده‌است.

## خواهرخوانده
شهر کیوزی دلا ورنا خواهرخواندهٔ هلمشتادت هست.